# Boris Khmelnitski
Boris Aleksandrovitch Khmelnitski (en russe : Борис Алексеевич Хмельницкий) (27 juin 1940, Vorochilov - 16 février 2008, Moscou) est un acteur de théâtre et cinéma russe.

## Biographie
Boris Khmelnitski fait ses études dans la classe d'Anna Orotchko à l'Institut d'art dramatique Boris Chtchoukine dont il sort diplômé en 1966.
Il travaille longtemps au Théâtre Taganka à Moscou. Au cinéma, il est connu pour de nombreux rôles dans des films d'aventure soviétiques où il joue Robin des Bois, le Prince Igor, le capitaine Grant et beaucoup d'autres personnages. Le dernier film auquel il participe en 2008 est Tarass Boulba par Vladimir Bortko. Boris Khmelnitski est Artiste du peuple de l'URSS.
Il épouse l'actrice Marianna Vertinskaïa qui est la sœur d'Anastasia Vertinskaïa en 1975 et en divorce en 1981 ; ils ont une fille, Daria Khmelnitskaïa.
Mort d'un cancer de la prostate le 16 février 2008, il est enterré le 18 février 2008 au cimetière de Kountsevo de Moscou.

## Filmographie
- 1966 : Celui qui rentrera finira d'aimer (Кто вернётся — долюбит) de Léonide Ossyka : poète soldat
- 1967 : Sofiya Perovskaya (Софья Перовская) de Leo Arnchtam : Nikolaï Kibaltchitch
- 1968 : Zhuravushka (Журавушка) de Nikolaï Moskalenko : épisode (non crédité)
- 1968 : Guerre et Paix (Война и мир) de Serge Bondartchouk : aide de camp du père de Pierre Bézoukhov
- 1968 : La veille de Kupala (Вечер накануне Ивана Купала) de Youri Illienko : Petro
- 1969 : Le Prince Igor (film, 1969) de Roman Tikhomirov : le Prince Igor
- 1970 : Une histoire ordinaire (Обыкновенная история) de Galina Voltchek :
- 1971 : La Tente rouge (Красная палатка) de Mikhaïl Kalatozov : Viglieri
- 1971 : Il y avait le soir, il y avait le matin (И был вечер, и было утро…) :
- 1971 : Chante ton chant, poète (Пой песню, поэт…) :
- 1972 : Contre tout (Наперекор всему) : Nikanor
- 1972 : Peters (Петерс) : Koustinski
- 1975 : Les Flèches de Robin des Bois (Стрелы Робин Гуда) : Robin des Bois
- 1977 : La Haine (Ненависть) :
- 1977 : Attestation de pauvreté (Свидетельство о бедности) de Samvel Gasparov : Krest
- 1978 : La Mer (Море) :
- 1979 : Récit d'Antarctique (Антарктическая повесть) : Douguine
- 1979 : Chasse fantastique du roi Stakh (Дикая охота короля Стаха) : Vorona
- 1979 : L'Homme change de peau (Человек меняет кожу) de Boris Kimiagarov : Kristallov
- 1979 : Savraska (Савраска) : Capitaine
- 1980 : La Jeunesse de Pierre Le Grand (Юность Петра) de Sergueï Guerassimov : Kuzma Tchermny
- 1980 : La Chasse sauvage du roi Stakh réalisé par Valeri Roubintchik : Ales Vorona
- 1981 : Le Début des affaires glorieuses (В начале славных дел) de Sergueï Guerassimov : Kuzma Tchermny
- 1981 : Le Chant des bois. Mavka (Лесная песня. Мавка) :
- 1981 : Le Triangle noir (Чёрный треугольник) : anarchiste Ritous
- 1982 : Ballade de vaillant chevalier Ivanhoé (Баллада о доблестном рыцаре Айвенго) de Sergueï Tarassov : Robin des Bois
- 1983 : L'Amant comique ou Les Entreprises amoureuses de sir John Falstaff (Комический любовник, или Любовные затеи сэра Джона Фальстаф) : vicomte
- 1983 : Parole l'hôtel Regina (Пароль «Отель Регина») : Larionov
- 1985 : La Flèche noire (Чёрная стрела) : Lord Thomas Grey
- 1985 : Vie et immortalité de Sergueï Lazo (Жизнь и бессмертие Сергея Лазо) de Vasile Pascaru : Popov
- 1986 : À la recherche du capitaine Grant (В поисках капитана Гранта) de Stanislav Govoroukhine : Capitaine Harry Grant
- 1986 : Interception (Перехват) de Sergueï Tarassov :
- 1987 : Entrez, les souffrants (Войдите, страждущие!) :
- 1987 : Dix jours qui ébranlèrent le monde (Десять дней, которые потрясли мир)
- 1988 : Les Aventures de Quentin Durward (Приключения Квентина Дорварда, стрелка королевской гвардии) : tsigane Khaïraddin
- 1988 : Tragédie dans le style rock (Трагедия в стиле рок) de Savva Kouliche : ami de Dmitri
- 1989 : Sans espoir j'espère (Без надежды надеюсь) :
- 1989 : Beibars (Бейбарс) :
- 1989 : La Comédie de Lysistrata (Комедия о Лисистрате) : Ambassadeur de Sparte
- 1989 : Études de Vroubel (Этюды о Врубеле) : Semion Gaitsouk
- 1991 : La caravane de la mort (Караван смерти) : chef de bande
- 1992 : La vengeance du Prophète (Месть пророка) : Daniel Perkins
- 1992 : Meurtre dans Sunshine Menor (Убийство в Саншайн-Менор) : Joe Alex
- 1994 : Jonathan l'ami des ourses (Джонатан — друг медведей) :
- 1993 : Coureur sur glace (Бегущий по льду) :
- 1993 : Les Trésors d'Hetman (Гетманские клейноды) : Andrei Zagrava
- 1995 : Un voyage amusant (Весёленькая поездка) :
- 1997 : Mozart à Saint Petersbourg (Моцарт в Петербурге) de Konstantin Seliverstov (ru) :
- 1998 : Le septième anneau de la sorcière (Седьмое кольцо колдуньи) :
- 1999 : Seul amour de mon âme (Одна любовь души моей) : Alexandre Podjio
- 1999 : Au coin de Patriarchi 2 (На углу у патриарших 2) de Vadim Derbeniov : Pototski
- 2001 : Secrets de famille (Семейные тайны) : Rebrov
- 2002 : Ma frontière (Моя граница) :
- 2003 : Chacun gravira sa Golgotha (Каждый взойдет на Голгофу) de Rustem Odinaïev :
- 2004 : Le Prince noir (Чёрный принц) de Anatoli Bobrovski (ru) : joueur de cartes
- 2005 : La Saga des anciens bulgares (Сага древних булгар) de Boulat Mansourov : Sviatoslav Ier
- 2006 : La Prison spéciale (Тюрьма особого назначения) : Kolia Arkhangelski (série télévisée)
- 2009 : Tarass Bulba (Тарас Бульба) de Vladimir Bortko

## Théâtre
- La Bonne Âme du Se-Tchouan B. Brecht
- Les Trois Sœurs A. Tchekov : Verchinin
- Écoutez ! V. Maïakovski : Maïakovski
- Le Maître et Marguerite M. Boulgakov : Voland
- Crime et Châtiment F. Dostoïevski : Razoumikhin
- La Vie de Galilée B. Brecht : Galileo Galilei
- Pougatchev S. Essénine : Kriamin